# Torneio de Roland Garros de 2023 - Dia a dia
Estes foram os jogos realizados nas quadras mais importantes a partir do primeiro dia das chaves principais.
Células em lavanda indicam sessão noturna.

## Dia 1 (28 de maio)
- Cabeças de chave eliminados:
  - Simples masculino:  Daniel Evans [20],  Ben Shelton [30]
  - Simples feminino:  Maria Sakkari [8],  Magda Linette [21],  Zhang Shuai [29]

Ordem dos jogos:
| Quadra Philippe Chatrier    | Quadra Philippe Chatrier | Quadra Philippe Chatrier | Quadra Philippe Chatrier |
| Evento                      | Vencedor(a)/(es/as)      | Derrotado(a)/(os/as)     | Resultado                |
| --------------------------- | ------------------------ | ------------------------ | ------------------------ |
| Simples feminino – 1ª fase  | Aryna Sabalenka [2]      | Marta Kostyuk            | 6–3, 6–2                 |
| Simples masculino – 1ª fase | Stefanos Tsitsipas [5]   | Jiří Veselý [PR]         | 7–5, 6–3, 4–6, 7–67      |
| Simples feminino – 1ª fase  | Camila Giorgi            | Alizé Cornet             | 6–3, 6–4                 |
| Simples masculino – 1ª fase | Ugo Humbert              | Adrian Mannarino         | 6–3, 6–3, 6–1            |
| Quadra Suzanne Lenglen      |                          |                          |                          |
| Evento                      | Vencedor(a)/(es/as)      | Derrotado(a)/(os/as)     | Resultado                |
| Simples masculino – 1ª fase | Karen Khachanov [11]     | Constant Lestienne       | 3–6, 1–6, 6–2, 6–1, 6–3  |
| Simples feminino – 1ª fase  | Karolína Muchová         | Maria Sakkari [8]        | 7–65, 7–5                |
| Simples masculino – 1ª fase | Andrey Rublev [7]        | Laslo Djere              | 6–1, 3–6, 6–3, 6–4       |
| Simples feminino – 1ª fase  | Jessica Pegula [3]       | Danielle Collins         | 6–4, 6–2                 |
| Quadra Simonne Mathieu      |                          |                          |                          |
| Evento                      | Vencedor(a)/(es/as)      | Derrotado(a)/(os/as)     | Resultado                |
| Simples masculino – 1ª fase | Hubert Hurkacz [13]      | David Goffin             | 6–3, 5–7, 6–4, 2–6, 6–4  |
| Simples feminino – 1ª fase  | Leylah Fernandez         | Magda Linette [21]       | 6–3, 1–6, 6–3            |
| Simples masculino – 1ª fase | Corentin Moutet          | Arthur Cazaux [WC]       | 6–1, 6–3, 4–6, 6–4       |
| Simples feminino – 1ª fase  | Daria Kasatkina [9]      | Jule Niemeier            | 6–3, 6–4                 |

## Dia 2 (29 de maio)
- Cabeças de chave eliminados:
  - Simples masculino:  Félix Auger-Aliassime [10],  Jan-Lennard Struff [21],  Botic van de Zandschulp [25],  Bernabé Zapata Miralles [32]
  - Simples feminino:  Petra Kvitová [10],  Veronika Kudermetova [11],  Belinda Bencic [12],  Karolína Plíšková [16],  Martina Trevisan [26]

Ordem dos jogos:
| Quadra Philippe Chatrier    | Quadra Philippe Chatrier         | Quadra Philippe Chatrier   | Quadra Philippe Chatrier |
| Evento                      | Vencedor(a)/(es/as)              | Derrotado(a)/(os/as)       | Resultado                |
| --------------------------- | -------------------------------- | -------------------------- | ------------------------ |
| Simples feminino – 1ª fase  | Sloane Stephens                  | Karolína Plíšková [16]     | 6–0, 6–4                 |
| Simples masculino – 1ª fase | Novak Djokovic [3]               | Aleksandar Kovacevic       | 6–3, 6–2, 7–61           |
| Simples feminino – 1ª fase  | Caroline Garcia [5]              | Wang Xinyu                 | 6–4, 46–7, 6–4           |
| Simples masculino – 1ª fase | Jannik Sinner [8]                | Alexandre Müller           | 6–1, 6–4, 6–1            |
| Quadra Suzanne Lenglen      |                                  |                            |                          |
| Evento                      | Vencedor(a)/(es/as)              | Derrotado(a)/(os/as)       | Resultado                |
| Simples masculino – 1ª fase | Cameron Norrie [14]              | Benoît Paire               | 7–5, 4–6, 3–6, 6–1, 6–4  |
| Simples feminino – 1ª fase  | Elina Avanesyan [LL]             | Belinda Bencic [12]        | 6–3, 2–6, 6–4            |
| Simples masculino – 1ª fase | Carlos Alcaraz [1]               | Flavio Cobolli [Q]         | 6–0, 6–2, 7–5            |
| Simples feminino – 1ª fase  | Elisabetta Cocciaretto           | Petra Kvitová [10]         | 6–3, 6–4                 |
| Quadra Simonne Mathieu      |                                  |                            |                          |
| Evento                      | Vencedor(a)/(es/as)              | Derrotado(a)/(os/as)       | Resultado                |
| Simples masculino – 1ª fase | Kayla Day [Q]                    | Kristina Mladenovic [WC]   | 7–5, 6–1                 |
| Simples feminino – 1ª fase  | Fabio Fognini                    | Félix Auger-Aliassime [10] | 6–4, 6–4, 6–3            |
| Simples masculino – 1ª fase | Elina Svitolina [Q]              | Martina Trevisan [26]      | 6–2, 6–2                 |
| Simples feminino – 1ª fase  | Alejandro Davidovich Fokina [29] | Arthur Fils [WC]           | 6–1, 4–6, 6–3, 6–3       |

## Dia 3 (30 de maio)
- Cabeças de chave eliminados:
  - Simples masculino:  Daniil Medvedev [2],  Miomir Kecmanović [31]
  - Simples feminino:  Barbora Krejčíková [13],  Victoria Azarenka [18],  Anhelina Kalinina [25],  Sorana Cîrstea [30],  Marie Bouzková [31],  Shelby Rogers [32]
  - Duplas masculinas:  Nikola Mektić /  Mate Pavić [8],  Rinky Hijikata /  Jason Kubler [15]

Ordem dos jogos:
| Quadra Philippe Chatrier    | Quadra Philippe Chatrier | Quadra Philippe Chatrier | Quadra Philippe Chatrier  |
| Evento                      | Vencedor(a)/(es/as)      | Derrotado(a)/(os/as)     | Resultado                 |
| --------------------------- | ------------------------ | ------------------------ | ------------------------- |
| Simples feminino – 1ª fase  | Ons Jabeur [7]           | Lucia Bronzetti          | 6–4, 6–1                  |
| Simples masculino – 1ª fase | Thiago Seyboth Wild [Q]  | Daniil Medvedev [2]      | 7–65, 66–7, 2–6, 6–3, 6–3 |
| Simples feminino – 1ª fase  | Iga Świątek [1]          | Cristina Bucșa           | 6–4, 6–0                  |
| Simples masculino – 1ª fase | Gaël Monfils [PR]        | Sebastián Báez           | 3–6, 6–3, 7–5, 1–6, 7–5   |
| Quadra Suzanne Lenglen      |                          |                          |                           |
| Evento                      | Vencedor(a)/(es/as)      | Derrotado(a)/(os/as)     | Resultado                 |
| Simples masculino – 1ª fase | Casper Ruud [4]          | Elias Ymer [Q]           | 6–4, 6–3, 6–2             |
| Simples masculino – 1ª fase | Coco Gauff [6]           | Rebeka Masarova          | 3–6, 6–1, 6–2             |
| Simples masculino – 1ª fase | Elena Rybakina [4]       | Brenda Fruhvirtová [Q]   | 6–4, 6–2                  |
| Simples feminino – 1ª fase  | Arthur Rinderknech       | Richard Gasquet          | 6–4, 2–6, 6–2, 7–63       |
| Quadra Simonne Mathieu      |                          |                          |                           |
| Evento                      | Vencedor(a)/(es/as)      | Derrotado(a)/(os/as)     | Resultado                 |
| Simples masculino – 1ª fase | Diane Parry [WC]         | Anhelina Kalinina [25]   | 6–2, 6–3                  |
| Simples feminino – 1ª fase  | Alexander Zverev [22]    | Lloyd Harris [PR]        | 7–66, 7–60, 6–1           |
| Simples masculino – 1ª fase | Holger Rune [6]          | Christopher Eubanks      | 6–4, 3–6, 7–62, 6–2       |
| Simples feminino – 1ª fase  | Bianca Andreescu         | Victoria Azarenka [18]   | 2–6, 6–3, 6–4             |

## Dia 4 (31 de maio)
- Cabeças de chave eliminados:
  - Simples masculino:  Roberto Bautista Agut [19],  Sebastian Korda [24]
  - Simples feminino:  Caroline Garcia [5],  Liudmila Samsonova [15],  Jeļena Ostapenko [17],  Zheng Qinwen [19]
  - Duplas masculinas:  Rohan Bopanna /  Matthew Ebden [6],  Nathaniel Lammons /  Jackson Withrow [16]
  - Duplas femininas:  Barbora Krejčíková /  Kateřina Siniaková [1]
  - Duplas mistas:  Demi Schuurs /  Jean-Julien Rojer [4]

Ordem dos jogos:
| Quadra Philippe Chatrier    | Quadra Philippe Chatrier | Quadra Philippe Chatrier | Quadra Philippe Chatrier |
| Evento                      | Vencedor(a)/(es/as)      | Derrotado(a)/(os/as)     | Resultado                |
| --------------------------- | ------------------------ | ------------------------ | ------------------------ |
| Simples feminino – 2ª fase  | Jessica Pegula [3]       | Camila Giorgi            | 6–2, ab.                 |
| Simples feminino – 2ª fase  | Anna Blinkova            | Caroline Garcia [5]      | 6–4, 3–6, 7–5            |
| Simples masculino – 2ª fase | Carlos Alcaraz [1]       | Taro Daniel              | 6–1, 3–6, 6–1, 6–2       |
| Simples masculino – 2ª fase | Novak Djokovic [3]       | Márton Fucsovics         | 7–62, 6–0, 6–3           |
| Quadra Suzanne Lenglen      |                          |                          |                          |
| Evento                      | Vencedor(a)/(es/as)      | Derrotado(a)/(os/as)     | Resultado                |
| Simples masculino – 2ª fase | Stefanos Tsitsipas [5]   | Roberto Carballés Baena  | 6–3, 7–64, 6–2           |
| Simples feminino – 2ª fase  | Daria Kasatkina [9]      | Markéta Vondroušová      | 6–3, 6–4                 |
| Simples feminino – 2ª fase  | Aryna Sabalenka [2]      | Iryna Shymanovich [Q]    | 7–5, 6–2                 |
| Simples masculino – 2ª fase | Cameron Norrie [14]      | Lucas Pouille [Q]        | 6–1, 6–3, 6–3            |
| Simples masculino – 2ª fase | Lorenzo Musetti [17]     | Alexander Shevchenko     | 6–1, 6–1, 6–2            |
| Quadra Simonne Mathieu      |                          |                          |                          |
| Evento                      | Vencedor(a)/(es/as)      | Derrotado(a)/(os/as)     | Resultado                |
| Simples feminino – 2ª fase  | Elina Svitolina [PR]     | Storm Hunter [Q]         | 2–6, 6–3, 6–1            |
| Simples masculino – 2ª fase | Thanasi Kokkinakis [WC]  | Stan Wawrinka            | 3–6, 7–5, 6–3, 46–7, 6–3 |
| Simples masculino – 2ª fase | Andrey Rublev [7]        | Corentin Moutet          | 6–4, 6–2, 3–6, 6–3       |
| Simples feminino – 2ª fase  | Elina Avanesyan [LL]     | Léolia Jeanjean          | 6–0, 7–5                 |

## Dia 5 (1º de junho)
- Cabeças de chave eliminados:
  - Simples masculino:  Jannik Sinner [8],  Tommy Paul [16],  Alex de Minaur [18]
  - Simples feminino:  Madison Keys [20],  Donna Vekić [22]
  - Duplas mistas:  Jessica Pegula /  Michaëlla Krajicek [1]

Ordem dos jogos:
| Quadra Philippe Chatrier    | Quadra Philippe Chatrier | Quadra Philippe Chatrier | Quadra Philippe Chatrier   |
| Evento                      | Vencedor(a)/(es/as)      | Derrotado(a)/(os/as)     | Resultado                  |
| --------------------------- | ------------------------ | ------------------------ | -------------------------- |
| Simples feminino – 2ª fase  | Casper Ruud [4]          | Giulio Zeppieri [Q]      | 6–3, 6–2, 4–6, masculino   |
| Simples feminino – 2ª fase  | Iga Świątek [1]          | Claire Liu               | 6–4, 6–0                   |
| Simples feminino – 2ª fase  | Ons Jabeur [7]           | Océane Dodin             | 6–2, 6–3                   |
| Simples masculino – 2ª fase | Holger Rune [6]          | Gaël Monfils [PR]        | w.o.                       |
| Simples masculino – 2ª fase | Alexander Zverev [22]    | Alex Molčan              | 6–4, 6–2, 6–1              |
| Quadra Suzanne Lenglen      |                          |                          |                            |
| Evento                      | Vencedor(a)/(es/as)      | Derrotado(a)/(os/as)     | Resultado                  |
| Simples feminino – 2ª fase  | Elena Rybakina [4]       | Linda Nosková            | 6–3, 6–3                   |
| Simples masculino – 2ª fase | Daniel Altmaier          | Jannik Sinner [8]        | 06–7, 7–67, 1–6, 7–64, 7–5 |
| Simples feminino – 2ª fase  | Coco Gauff [6]           | Julia Grabher            | 6–2, 6–3                   |
| Simples masculino – 2ª fase | Taylor Fritz [9]         | Arthur Rinderknech       | 2–6, 6–4, 6–3, 6–4         |
| Quadra Simonne Mathieu      |                          |                          |                            |
| Evento                      | Vencedor(a)/(es/as)      | Derrotado(a)/(os/as)     | Resultado                  |
| Simples feminino – 2ª fase  | Kayla Day [Q]            | Madison Keys [20]        | 6–2, 4–6, 6–4              |
| Simples feminino – 2ª fase  | Mirra Andreeva [Q]       | Diane Parry [WC]         | 6–1, 6–2                   |
| Simples masculino – 2ª fase | Frances Tiafoe [12]      | Aslan Karatsev [Q]       | 3–6, 6–3, 7–5, 6–2         |
| Simples masculino – 2ª fase | Francisco Cerúndolo [23] | Yannick Hanfmann [LL]    | 6–3, 6–3, 6–4              |

## Dia 6 (2 de junho)
- Cabeças de chave eliminados:
  - Simples masculino:  Andrey Rublev [7],  Hubert Hurkacz [13],  Cameron Norrie [14],  Denis Shapovalov [26],  Alejandro Davidovich Fokina [29]
  - Simples feminino:  Jessica Pegula [3],  Anastasia Potapova [24],  Irina-Camelia Begu [27]
  - Duplas masculinas:  Hugo Nys /  Jan Zieliński [7]
  - Duplas mistas:  Desirae Krawczyk /  Joe Salisbury [2],  Ellen Perez /  Jan Zieliński [6]

Ordem dos jogos:
| Quadra Philippe Chatrier    | Quadra Philippe Chatrier | Quadra Philippe Chatrier         | Quadra Philippe Chatrier |
| Evento                      | Vencedor(a)/(es/as)      | Derrotado(a)/(os/as)             | Resultado                |
| --------------------------- | ------------------------ | -------------------------------- | ------------------------ |
| Simples feminino – 3ª fase  | Elise Mertens [28]       | Jessica Pegula [3]               | 6–1, 6–3                 |
| Simples feminino – 3ª fase  | Aryna Sabalenka [2]      | Kamilla Rakhimova                | 6–2, 6–2                 |
| Simples masculino – 3ª fase | Novak Djokovic [3]       | Alejandro Davidovich Fokina [29] | 7–64, 7–65, 6–2          |
| Simples masculino – 3ª fase | Carlos Alcaraz [1]       | Denis Shapovalov [26]            | 6–1, 6–4, 6–2            |
| Quadra Suzanne Lenglen      |                          |                                  |                          |
| Evento                      | Vencedor(a)/(es/as)      | Derrotado(a)/(os/as)             | Resultado                |
| Simples feminino – 3ª fase  | Daria Kasatkina [9]      | Peyton Stearns                   | 6–0, 6–1                 |
| Simples masculino – 3ª fase | Lorenzo Sonego           | Andrey Rublev [7]                | 5–7, 0–6, 6–3, 7–65, 6–3 |
| Simples feminino – 3ª fase  | Sloane Stephens          | Yulia Putintseva                 | 6–3, 3–6, 6–2            |
| Simples masculino – 3ª fase | Stefanos Tsitsipas [5]   | Diego Schwartzman                | 6–2, 6–2, 6–3            |
| Quadra Simonne Mathieu      |                          |                                  |                          |
| Evento                      | Vencedor(a)/(es/as)      | Derrotado(a)/(os/as)             | Resultado                |
| Simples masculino – 3ª fase | Karen Khachanov [11]     | Thanasi Kokkinakis [WC]          | 6–4, 6–1, 3–6, 7–65      |
| Simples feminino – 3ª fase  | Elina Svitolina [PR]     | Anna Blinkova                    | 2–6, 6–2, 7–5            |
| Simples masculino – 3ª fase | Lorenzo Musetti [17]     | Cameron Norrie [14]              | 6–1, 6–2, 6–4            |
| Simples feminino – 3ª fase  | Karolína Muchová         | Irina-Camelia Begu [27]          | 6–3, 6–2                 |

## Dia 7 (3 de junho)
- Cabeças de chave eliminados:
  - Simples masculino:  Taylor Fritz [9],  Frances Tiafoe [12],  Borna Ćorić [15]
  - Simples feminino:  Elena Rybakina [4],  Ekaterina Alexandrova [23]
  - Duplas masculinas:  Rajeev Ram /  Joe Salisbury [2],  Santiago González /  Édouard Roger-Vasselin [9],  Jamie Murray /  Michael Venus [13]
  - Duplas femininas:  Lyudmyla Kichenok /  Jeļena Ostapenko [4],  Shuko Aoyama /  Ena Shibahara [7]
  - Duplas mistas:  Giuliana Olmos /  Neal Skupski [3],  Lyudmyla Kichenok /  Matthew Ebden [5],  Zhang Shuai /  Ivan Dodig [8]

Ordem dos jogos:
| Quadra Philippe Chatrier    | Quadra Philippe Chatrier   | Quadra Philippe Chatrier                         | Quadra Philippe Chatrier |
| Evento                      | Vencedor(a)/(es/as)        | Derrotado(a)/(os/as)                             | Resultado                |
| --------------------------- | -------------------------- | ------------------------------------------------ | ------------------------ |
| Simples feminino – 3ª fase  | Sara Sorribes Tormo [PR]   | Elena Rybakina [4]                               | w.o.                     |
| Simples masculino – 3ª fase | Holger Rune [6]            | Genaro Alberto Olivieri [Q]                      | 6–4, 6–1, 6–3            |
| Simples feminino – 3ª fase  | Iga Świątek [1]            | Wang Xinyu                                       | 6–0, 6–0                 |
| Duplas masculinas – 3ª fase | Sander Gillé Joran Vliegen | Santiago González [9] Édouard Roger-Vasselin [9] | 7–5, 36–7, 7–6(10–5)     |
| Simples masculino – 3ª fase | Alexander Zverev [22]      | Frances Tiafoe [12]                              | 3–6, 7–63, 6–1, 7–65     |
| Quadra Suzanne Lenglen      |                            |                                                  |                          |
| Evento                      | Vencedor(a)/(es/as)        | Derrotado(a)/(os/as)                             | Resultado                |
| Simples masculino – 3ª fase | Casper Ruud [4]            | Zhang Zhizhen                                    | 4–6, 6–4, 6–1, 6–4       |
| Simples feminino – 3ª fase  | Coco Gauff [6]             | Mirra Andreeva [Q]                               | 56–7, 6–1, 6–1           |
| Simples masculino – 3ª fase | Francisco Cerúndolo [23]   | Taylor Fritz [9]                                 | 3–6, 6–3, 6–4, 7–5       |
| Simples feminino – 3ª fase  | Ons Jabeur [7]             | Olga Danilović [Q]                               | 4–6, 6–4, 6–2            |
| Quadra Simonne Mathieu      |                            |                                                  |                          |
| Evento                      | Vencedor(a)/(es/as)        | Derrotado(a)/(os/as)                             | Resultado                |
| Simples masculino – 3ª fase | Yoshihito Nishioka [27]    | Thiago Seyboth Wild [Q]                          | 3–6, 7–68, 2–6, 6–4, 6–0 |
| Simples feminino – 3ª fase  | Beatriz Haddad Maia [14]   | Ekaterina Alexandrova [23]                       | 5–7, 6–4, 7–5            |
| Simples feminino – 3ª fase  | Lesia Tsurenko             | Bianca Andreescu                                 | 6–1, 6–1                 |
| Simples masculino – 3ª fase | Grigor Dimitrov [28]       | Daniel Altmaier                                  | 6–4, 6–3, 6–1            |

## Dia 8 (4 de junho)
- Cabeças de chave eliminados:
  - Simples masculino:  Lorenzo Musetti [17]
  - Simples feminino:  Daria Kasatkina [9],  Elise Mertens [28]
  - Duplas masculinas:  Lloyd Glasspool /  Harri Heliövaara [5]
  - Duplas femininas:  Kristina Mladenovic /  Zhang Shuai [9],  Xu Yifan /  Yang Zhaoxuan [11],  Asia Muhammad /  Giuliana Olmos [12],  Marta Kostyuk /  Elena-Gabriela Ruse [13],  Miyu Kato /  Aldila Sutjiadi [16]

Ordem dos jogos:
| Quadra Philippe Chatrier    | Quadra Philippe Chatrier                     | Quadra Philippe Chatrier                    | Quadra Philippe Chatrier |
| Evento                      | Vencedor(a)/(es/as)                          | Derrotado(a)/(os/as)                        | Resultado                |
| --------------------------- | -------------------------------------------- | ------------------------------------------- | ------------------------ |
| Simples feminino – 4ª fase  | Anastasia Pavlyuchenkova [PR]                | Elise Mertens [28]                          | 3–6, 7–63, 6–3           |
| Simples masculino – 4ª fase | Novak Djokovic [3]                           | Juan Pablo Varillas                         | 6–3, 6–2, 6–2            |
| Simples masculino – 4ª fase | Carlos Alcaraz [1]                           | Lorenzo Musetti [17]                        | 6–3, 6–2, 6–2            |
| Simples feminino – 4ª fase  | Aryna Sabalenka [2]                          | Sloane Stephens                             | 7–65, 6–4                |
| Quadra Suzanne Lenglen      |                                              |                                             |                          |
| Evento                      | Vencedor(a)/(es/as)                          | Derrotado(a)/(os/as)                        | Resultado                |
| Simples masculino – 4ª fase | Karen Khachanov [11]                         | Lorenzo Sonego                              | 1–6, 6–4, 7–67, 6–1      |
| Simples feminino – 4ª fase  | Karolína Muchová                             | Elina Avanesyan [LL]                        | 6–4, 6–3                 |
| Simples feminino – 4ª fase  | Elina Svitolina [PR]                         | Daria Kasatkina [9]                         | 6–4, 7–65                |
| Simples masculino – 4ª fase | Stefanos Tsitsipas [5]                       | Sebastian Ofner [Q]                         | 7–5, 6–3, 6–0            |
| Quadra Simonne Mathieu      |                                              |                                             |                          |
| Evento                      | Vencedor(a)/(es/as)                          | Derrotado(a)/(os/as)                        | Resultado                |
| Duplas femininas – 2ª fase  | Hsieh Su-wei [PR] Wang Xinyu [PR]            | Kristina Mladenovic [9] Zhang Shuai [9]     | 6–1, 6–4                 |
| Duplas masculinas – 3ª fase | Marcel Granollers [10] Horacio Zeballos [10] | Marcelo Melo John Peers                     | 6–2, 6–3                 |
| Duplas femininas – 3ª fase  | Coco Gauff [2] Jessica Pegula [2]            | Marta Kostyuk [13] Elena-Gabriela Ruse [13] | 46–7, 6–4, 6–2           |
| Duplas masculinas – 3ª fase | Kevin Krawietz [11] Tim Pütz [11]            | Sadio Doumbia Fabien Reboul                 | 6–4, 7–64                |

## Dia 9 (5 de junho)
- Cabeças de chave eliminados:
  - Simples masculino:  Francisco Cerúndolo [23],  Yoshihito Nishioka [27],  Grigor Dimitrov [28]
  - Duplas masculinas:  Marcelo Arévalo /  Jean-Julien Rojer [3],  Máximo González /  Andrés Molteni [14]
  - Duplas femininas:  Storm Hunter /  Elise Mertens [3],  Desirae Krawczyk /  Demi Schuurs [5],  Gabriela Dabrowski /  Luisa Stefani [8]

Ordem dos jogos:
| Quadra Philippe Chatrier             | Quadra Philippe Chatrier                | Quadra Philippe Chatrier                  | Quadra Philippe Chatrier       |
| Evento                               | Vencedor(a)/(es/as)                     | Derrotado(a)/(os/as)                      | Resultado                      |
| ------------------------------------ | --------------------------------------- | ----------------------------------------- | ------------------------------ |
| Simples feminino – 4ª fase           | Ons Jabeur [7]                          | Bernarda Pera                             | 6–3, 6–1                       |
| Simples masculino – 4ª fase          | Casper Ruud [4]                         | Nicolás Jarry                             | 7–63, 7–5, 7–5                 |
| Simples feminino – 4ª fase           | Coco Gauff [6]                          | Anna Karolína Schmiedlová                 | 7–5, 6–2                       |
| Simples masculino – 4ª fase          | Alexander Zverev [22]                   | Grigor Dimitrov [28]                      | 6–1, 6–4, 6–3                  |
| Quadra Suzanne Lenglen               |                                         |                                           |                                |
| Evento                               | Vencedor(a)/(es/as)                     | Derrotado(a)/(os/as)                      | Resultado                      |
| Simples feminino – 4ª fase           | Beatriz Haddad Maia [14]                | Sara Sorribes Tormo [PR]                  | 36–7, 6–3, 7–5                 |
| Simples masculino – 4ª fase          | Holger Rune [6]                         | Francisco Cerúndolo [23]                  | 7–63, 3–6, 6–4, 1–6, 7–6(10–7) |
| Simples feminino – 4ª fase           | Iga Świątek [1]                         | Lesia Tsurenko                            | 5–1, ab.                       |
| Simples masculino – 4ª fase          | Tomás Martín Etcheverry                 | Yoshihito Nishioka [27]                   | 7–68, 6–0, 6–1                 |
| Quadra Simonne Mathieu               |                                         |                                           |                                |
| Evento                               | Vencedor(a)/(es/as)                     | Derrotado(a)/(os/as)                      | Resultado                      |
| Duplas femininas – 3ª fase           | Chan Hao-ching [14] Latisha Chan [14]   | Alizé Cornet [WC] Diane Parry [WC]        | 7–5, 5–7, 6–1                  |
| Duplas femininas – 3ª fase           | Hsieh Su-wei [PR] Wang Xinyu [PR]       | Desirae Krawczyk [5] Demi Schuurs [5]     | 7–66, 6–4                      |
| Duplas masculinas – Quartas de final | Sander Gillé Joran Vliegen              | Máximo González [14] Andrés Molteni [14]  | 6–4, 7–64                      |
| Duplas masculinas – Quartas de final | Matwé Middelkoop [12] Andreas Mies [12] | Marcelo Arévalo [3] Jean-Julien Rojer [3] | 7–66, 6–1                      |

## Dia 10 (6 de junho)
- Cabeças de chave eliminados:
  - Simples masculino:  Stefanos Tsitsipas [5],  Karen Khachanov [11]
  - Duplas masculinas:  Wesley Koolhof /  Neal Skupski [1],  Kevin Krawietz /  Tim Pütz [11]
  - Duplas mistas:  Marta Kostyuk /  Marcelo Arévalo [7]

Ordem dos jogos:
| Quadra Philippe Chatrier             | Quadra Philippe Chatrier                     | Quadra Philippe Chatrier                     | Quadra Philippe Chatrier |
| Evento                               | Vencedor(a)/(es/as)                          | Derrotado(a)/(os/as)                         | Resultado                |
| ------------------------------------ | -------------------------------------------- | -------------------------------------------- | ------------------------ |
| Simples feminino – Quartas de final  | Karolína Muchová                             | Anastasia Pavlyuchenkova [PR]                | 7–5, 6–2                 |
| Simples feminino – Quartas de final  | Aryna Sabalenka [2]                          | Elina Svitolina [PR]                         | 6–4, 6–4                 |
| Simples masculino – Quartas de final | Novak Djokovic [3]                           | Karen Khachanov [11]                         | 4–6, 7–60, 6–2, 6–4      |
| Simples masculino – Quartas de final | Carlos Alcaraz [1]                           | Stefanos Tsitsipas [5]                       | 6–2, 6–1, 7–65           |
| Quadra Suzanne Lenglen               |                                              |                                              |                          |
| Evento                               | Vencedor(a)/(es/as)                          | Derrotado(a)/(os/as)                         | Resultado                |
| Duplas femininas – Quartas de final  | Nicole Melichar-Martinez [6] Ellen Perez [6] | Marie Bouzková [PR] Sara Sorribes Tormo [PR] | 7–5, 6–3                 |
| Duplas masculinas – Quartas de final | Ivan Dodig [4] Austin Krajicek [4]           | Kevin Krawietz [11] Tim Pütz [11]            | 7–66, 5–7, 6–4           |
| Duplas mistas – Quartas de final     | Bianca Andreescu [Alt] Michael Venus [Alt]   | Marta Kostyuk [7] Marcelo Arévalo [7]        | 7–5, 3–6, [10–6]         |
| Duplas femininas lendárias           | Nathalie Tauziat Caroline Wozniacki          | Gisela Dulko Gabriela Sabatini               | 6–4, 6–3                 |
| Quadra Simonne Mathieu               |                                              |                                              |                          |
| Evento                               | Vencedor(a)/(es/as)                          | Derrotado(a)/(os/as)                         | Resultado                |
| Duplas masculinas – Quartas de final | Marcel Granollers [10] Horacio Zeballos [10] | Wesley Koolhof [1] Neal Skupski [1]          | 6–3, 7–64                |
| Duplas femininas – Quartas de final  | Coco Gauff [2] Jessica Pegula [2]            | Anna Bondár Greet Minnen                     | 6–2, 7–62                |
| Duplas mistas – Quartas de final     | Aldila Sutjiadi Matwé Middelkoop             | Chan Hao-ching Fabrice Martin                | 7–5, 6–2                 |

## Dia 11 (7 de junho)
- Cabeças de chave eliminados:
  - Simples masculino:  Holger Rune [6]
  - Simples feminino:  Coco Gauff [6],  Ons Jabeur [7]
  - Duplas femininas:  Chan Hao-ching /  Latisha Chan [14],  Veronika Kudermetova /  Liudmila Samsonova [15]

Ordem dos jogos:
| Quadra Philippe Chatrier             | Quadra Philippe Chatrier                   | Quadra Philippe Chatrier                          | Quadra Philippe Chatrier |
| Evento                               | Vencedor(a)/(es/as)                        | Derrotado(a)/(os/as)                              | Resultado                |
| ------------------------------------ | ------------------------------------------ | ------------------------------------------------- | ------------------------ |
| Simples feminino – Quartas de final  | Beatriz Haddad Maia [14]                   | Ons Jabeur [7]                                    | 3–6, 7–65, 6–1           |
| Simples feminino – Quartas de final  | Iga Świątek [1]                            | Coco Gauff [6]                                    | 6–4, 6–2                 |
| Simples masculino – Quartas de final | Alexander Zverev [22]                      | Tomás Martín Etcheverry                           | 6–4, 3–6, 6–3, 6–4       |
| Simples masculino – Quartas de final | Casper Ruud [4]                            | Holger Rune [6]                                   | 6–1, 6–2, 3–6, 6–3       |
| Quadra Suzanne Lenglen               |                                            |                                                   |                          |
| Evento                               | Vencedor(a)/(es/as)                        | Derrotado(a)/(os/as)                              | Resultado                |
| Duplas masculinas lendárias          | Mansour Bahrami Fabrice Santoro            | Guy Forget Henri Leconte                          | 6–2, 7–66                |
| Duplas femininas lendárias           | Nathalie Dechy Daniela Hantuchová          | Tatiana Golovin Nathalie Tauziat                  | 7–5, 6–1                 |
| Duplas mistas lendárias              | Kim Clijsters Arnaud Clement               | Agnieszka Radwańska Sergi Bruguera                | 7–65, 6–4                |
| Quadra Simonne Mathieu               |                                            |                                                   |                          |
| Evento                               | Vencedor(a)/(es/as)                        | Derrotado(a)/(os/as)                              | Resultado                |
| Duplas mistas – Semifinais           | Miyu Kato Tim Pütz                         | Aldila Sutjiadi Matwé Middelkoop                  | 7–5, 6–0                 |
| Duplas mistas – Semifinais           | Bianca Andreescu [Alt] Michael Venus [Alt] | Gabriela Dabrowski Nathaniel Lammons              | 7–65, 7–64               |
| Duplas femininas – Quartas de final  | Hsieh Su-wei [PR] Wang Xinyu [PR]          | Veronika Kudermetova [15] Liudmila Samsonova [15] | 6–3, 6–2                 |
| Duplas femininas – Quartas de final  | Leylah Fernandez [10] Taylor Townsend [10] | Chan Hao-ching [14] Latisha Chan [14]             | 6–3, 6–3                 |

## Dia 12 (8 de junho)
- Cabeças de chave eliminados:
  - Simples feminino:  Aryna Sabalenka [2],  Beatriz Haddad Maia [14]
  - Duplas masculinas:  Marcel Granollers /  Horacio Zeballos [10],  Matwé Middelkoop /  Andreas Mies [12]

Ordem dos jogos:
| Quadra Philippe Chatrier       | Quadra Philippe Chatrier           | Quadra Philippe Chatrier                     | Quadra Philippe Chatrier |
| Evento                         | Vencedor(a)/(es/as)                | Derrotado(a)/(os/as)                         | Resultado                |
| ------------------------------ | ---------------------------------- | -------------------------------------------- | ------------------------ |
| Duplas mistas – Final          | Miyu Kato Tim Pütz                 | Bianca Andreescu [Alt] Michael Venus [Alt]   | 4–6, 6–4, [10–6]         |
| Simples feminino – Semifinais  | Karolína Muchová                   | Aryna Sabalenka [2]                          | 7–65, 56–7, 7–5          |
| Simples feminino – Semifinais  | Iga Świątek [1]                    | Beatriz Haddad Maia [14]                     | 6–2, 7–67                |
| Quadra Suzanne Lenglen         |                                    |                                              |                          |
| Evento                         | Vencedor(a)/(es/as)                | Derrotado(a)/(os/as)                         | Resultado                |
| Duplas femininas lendárias     | Kim Clijsters Caroline Wozniacki   | Flavia Pennetta Francesca Schiavone          | 6–4, 6–2                 |
| Duplas mistas lendárias        | Gabriela Sabatini Mats Wilander    | Gisela Dulko Andrei Medvedev                 | 76–7, 6–2, [10–8]        |
| Duplas masculinas lendárias    | Sébastien Grosjean Cédric Pioline  | Michael Chang John McEnroe                   | 4–6, 6–4, [10–8]         |
| Quadra Simonne Mathieu         |                                    |                                              |                          |
| Evento                         | Vencedor(a)/(es/as)                | Derrotado(a)/(os/as)                         | Resultado                |
| Duplas masculinas – Semifinais | Ivan Dodig [4] Austin Krajicek [4] | Marcel Granollers [10] Horacio Zeballos [10] | 6–3, 7–63                |
| Duplas masculinas – Semifinais | Sander Gillé Joran Vliegen         | Matwé Middelkoop [12] Andreas Mies [12]      | 6–4, 7–5                 |

## Dia 13 (9 de junho)
- Cabeças de chave eliminados:
  - Simples masculino:  Carlos Alcaraz [1],  Alexander Zverev [22]
  - Duplas femininas:  Coco Gauff /  Jessica Pegula [2],  Nicole Melichar-Martinez /  Ellen Perez [6]

Ordem dos jogos:
| Quadra Philippe Chatrier                  | Quadra Philippe Chatrier                   | Quadra Philippe Chatrier                     | Quadra Philippe Chatrier |
| Evento                                    | Vencedor(a)/(es/as)                        | Derrotado(a)/(os/as)                         | Resultado                |
| ----------------------------------------- | ------------------------------------------ | -------------------------------------------- | ------------------------ |
| Duplas femininas cadeirantes – Semifinais | Yui Kamiji [1] Kgothatso Montjane [1]      | Angélica Bernal Shiori Funamizu              | 6–1, 6–1                 |
| Simples masculino – Semifinais            | Novak Djokovic [3]                         | Carlos Alcaraz [1]                           | 6–3, 5–7, 6–1, 6–1       |
| Simples masculino – Semifinais            | Casper Ruud [4]                            | Alexander Zverev [22]                        | 6–3, 6–4, 6–0            |
| Quadra Suzanne Lenglen                    |                                            |                                              |                          |
| Evento                                    | Vencedor(a)/(es/as)                        | Derrotado(a)/(os/as)                         | Resultado                |
| Duplas femininas lendárias                | Lindsay Davenport Daniela Hantuchová       | Nathalie Dechy Tatiana Golovin               | 1–6, 6–3, [11–9]         |
| Duplas masculinas lendárias               | Sergi Bruguera Mats Wilander               | Mansour Bahrami Arnaud Clément               | 6–3, 3–6, [10–7]         |
| Duplas mistas lendárias                   | Flavia Pennetta Michael Chang              | Francesca Schiavone Henri Leconte            | 6–2, 76–7, [10–4]        |
| Quadra Simonne Mathieu                    |                                            |                                              |                          |
| Evento                                    | Vencedor(a)/(es/as)                        | Derrotado(a)/(os/as)                         | Resultado                |
| Duplas femininas – Semifinais             | Leylah Fernandez [10] Taylor Townsend [10] | Coco Gauff [2] Jessica Pegula [2]            | 6–0, 6–4                 |
| Duplas femininas – Semifinais             | Hsieh Su-wei [PR] Wang Xinyu [PR]          | Nicole Melichar-Martinez [6] Ellen Perez [6] | 6–2, 3–6, 6–3            |

## Dia 14 (10 de junho)
Ordem dos jogos:
| Quadra Philippe Chatrier             | Quadra Philippe Chatrier                     | Quadra Philippe Chatrier          | Quadra Philippe Chatrier |
| Evento                               | Vencedor(a)/(es/as)                          | Derrotado(a)/(os/as)              | Resultado                |
| ------------------------------------ | -------------------------------------------- | --------------------------------- | ------------------------ |
| Simples masculino cadeirante – Final | Tokito Oda [2]                               | Alfie Hewett [1]                  | 6–1, 6–4                 |
| Simples feminino – Final             | Iga Świątek [1]                              | Karolína Muchová                  | 6–2, 5–7, 6–4            |
| Duplas masculinas – Final            | Ivan Dodig [4] Austin Krajicek [4]           | Sander Gillé Joran Vliegen        | 6–3, 6–1                 |
| Quadra Suzanne Lenglen               |                                              |                                   |                          |
| Evento                               | Vencedor(a)/(es/as)                          | Derrotado(a)/(os/as)              | Resultado                |
| Duplas femininas lendárias           | Lindsay Davenport Agnieszka Radwańska        | Gisela Dulko Gabriela Sabatini    | 7–64, 6–4                |
| Duplas masculinas lendárias          | Guy Forget Fabrice Santoro                   | Henri Leconte Andrei Medvedev     | 6–2, 6–2                 |
| Duplas mistas lendárias              | Nathalie Dechy Sébastien Grosjean            | Kim Clijsters Cédric Pioline      | 5–7, 6–2, [10–7]         |
| Quadra Simonne Mathieu               |                                              |                                   |                          |
| Evento                               | Vencedor(a)/(es/as)                          | Derrotado(a)/(os/as)              | Resultado                |
| Simples feminino juvenil – Final     | Alina Korneeva [3]                           | Lucciana Pérez Alarcón [6]        | 7–64, 6–3                |
| Simples masculino juvenil – Final    | Dino Prižmić [3]                             | Juan Carlos Prado Ángelo [8]      | 6–1, 6–4                 |
| Duplas femininas juvenis – Final     | Tyra Caterina Grant [6] Clervie Ngounoue [6] | Alina Korneeva [1] Sara Saito [1] | 6–3, 6–2                 |

## Dia 15 (11 de junho)
- Cabeças de chave eliminados:
  - Simples masculino:  Casper Ruud [4]
  - Duplas femininas:  Leylah Fernandez /  Taylor Townsend [10]

Ordem dos jogos:
| Quadra Philippe Chatrier    | Quadra Philippe Chatrier          | Quadra Philippe Chatrier                   | Quadra Philippe Chatrier |
| Evento                      | Vencedor(a)/(es/as)               | Derrotado(a)/(os/as)                       | Resultado                |
| --------------------------- | --------------------------------- | ------------------------------------------ | ------------------------ |
| Duplas femininas – Final    | Hsieh Su-wei [PR] Wang Xinyu [PR] | Leylah Fernandez [10] Taylor Townsend [10] | 1–6, 7–65, 6–1           |
| Simples masculino – Final   | Novak Djokovic [3]                | Casper Ruud [4]                            | 7–61, 6–3, 7–5           |
| Quadra Suzanne Lenglen      |                                   |                                            |                          |
| Evento                      | Vencedor(a)/(es/as)               | Derrotado(a)/(os/as)                       | Resultado                |
| Duplas masculinas lendárias | John McEnroe Mats Wilander        | Mansour Bahrami Yannikc Noah               | 6–4, 6–4                 |